# Dschibuti (Stadt)
Dschibuti (französisch Djibouti; arabisch جيبوتي, DMG Ǧībūtī) ist die Hauptstadt des gleichnamigen afrikanischen Staates Dschibuti. Die Hafenstadt liegt am Eingang zum Golf von Tadjoura, einem Teil des Golfes von Aden, südlich der Meerenge des Bab al-Mandab.

## Geographie und Bevölkerung
Der nur jahreszeitlich wasserführende Fluss Ambouli fließt durch die Stadt und trennt dabei die älteren Stadtteile von dem Viertel Balbala. Der internationale Flughafen von Dschibuti ist der Flughafen Dschibuti-Ambouli.
Infolge ausgeprägter Landflucht lebt ein Großteil der Bevölkerung Dschibutis in der Hauptstadt. Etwa die Hälfte der Stadtbewohner lebt in Slums wie Arhiba, wo die Erwerbslosenquote hoch und Mangelernährung verbreitet ist.
In einer Rangliste der Städte nach ihrer Lebensqualität belegte Dschibuti im Jahre 2018 den 190. Platz unter 231 untersuchten Städten weltweit.

## Geschichte
Die Stadt wurde 1888 von den Franzosen gegründet. 1892 löste sie Obock als Hauptstadt von Französisch-Somaliland ab. Der ursprüngliche Distrikt Dschibuti hatte eine Fläche von 630 km². Mit der Verwaltungsreform vom 7. Juli 2002 wurde eine neue Region, Arta, errichtet. Der Hauptstadtdistrikt gab Territorium an Arta ab und schrumpfte flächenmäßig von 600 auf 200 km², schließt aber die Insel Musha sowie die gesamte Inselgruppe mit ein.
Durch einen Bombenanschlag in Dschibuti am 18. März 1987 kamen 13 Menschen ums Leben, darunter Wissenschaftler des Forschungsschiffes Meteor.

## Verkehr

Der Platz Mahamoud Harbi, dient auch als Bus-Bahnhof für Überlandbusse

Dschibuti ist der Endpunkt der Eisenbahnlinie von Addis Abeba und Freihafen für Äthiopien, welches keinen eigenen Zugang zum Meer hat. Der Flughafen Dschibuti liegt etwa 5 km südöstlich des Stadtzentrums und ist der einzige internationale Flughafen des Landes.

## Militär
Die Bundeswehr hat in Dschibuti eine Verbindungs- und Unterstützungsgruppe vor allem mit Kräften der Marine und der Feldjäger zur Unterstützung der deutschen Anteile an EU NAVFOR Somalia („Operation Atalanta“) und ehemals der Operation Enduring Freedom stationiert. Zeitweise werden auch Seefernaufklärer vom Flughafen von Dschibuti aus eingesetzt.

## Stadtgliederung
Die Stadt besteht aus drei communes, die sich weiter in sechs arrondissements gliedern. Die arrondissements wiederum bestehen aus quartiers.
- Ras-Dika
  - Sechstes Arrondissement (Arrondissement du Plateau oder Plateau-Marabout-Héron) (Plateau, Marabout, Héron, Serpent, Paid)
- Boulaos
  - Erstes Arrondissement (quartiers 1, 2, 3 und 4)
  - Zweites Arrondissement (quartiers 5, 6, 7, 7 bis, Arhiba und Stade)
  - Drittes Arrondissement (Ambouli)
- Hayableh
  - Viertes Arrondissement (quartiers PK20, Balbala 04 und PK12)
  - Fünftes Arrondissement (quartiers Balabala 05, Hablayeh und Doraleh)

Die dritte, im Westen gelegene commune, taucht in einer aktuelleren (2013) Veröffentlichung unter dem Namen Balbala auf. Balbala war früher ein Flüchtlingslager.
Zum Sechsten Arrondissement (Arrondissement du Plateau), das 2003 eingerichtet wurde sich mit der commune Ras-Dika deckt, gehören auch die Îles Moucha.

## Klima
|                       | Jan  | Feb  | Mär  | Apr  | Mai  | Jun  | Jul  | Aug  | Sep  | Okt  | Nov  | Dez  |   |      |
| Mittl. Tagesmax. (°C) | 28,7 | 29,0 | 30,2 | 32,0 | 34,9 | 39,0 | 41,7 | 41,2 | 37,2 | 33,1 | 30,8 | 29,3 | ⌀ | 34   |
| Mittl. Tagesmin. (°C) | 21,5 | 22,5 | 23,8 | 25,3 | 27,0 | 29,3 | 31,1 | 30,6 | 28,9 | 25,6 | 23,1 | 21,6 | ⌀ | 25,9 |
|                       |      |      |      |      |      |      |      |      |      |      |      |      |   |      |
| Niederschlag (mm)     | 10   | 19   | 20   | 29   | 17   | 0    | 6    | 6    | 3    | 20   | 22   | 11   | Σ | 163  |
|                       |      |      |      |      |      |      |      |      |      |      |      |      |   |      |
| Sonnenstunden (h/d)   | 7,9  | 7,7  | 8,5  | 9,1  | 10,2 | 9,5  | 8,4  | 8,9  | 9,3  | 9,6  | 9,5  | 8,8  | ⌀ | 9    |
|                       |      |      |      |      |      |      |      |      |      |      |      |      |   |      |
| Regentage (d)         | 2    | 3    | 1    | 2    | 1    | 0    | 1    | 1    | 0    | 2    | 2    | 1    | Σ | 16   |
|                       |      |      |      |      |      |      |      |      |      |      |      |      |   |      |
| Wassertemperatur (°C) | 25   | 25   | 27   | 29   | 29   | 29   | 29   | 29   | 29   | 29   | 27   | 27   | ⌀ | 27,8 |
|                       |      |      |      |      |      |      |      |      |      |      |      |      |   |      |
| Luftfeuchtigkeit (%)  | 74   | 73   | 73   | 75   | 70   | 57   | 43   | 46   | 60   | 67   | 71   | 71   | ⌀ | 64,9 |

| 21,5 |

| 22,5 |

| 23,8 |

| 25,3 |

| 27,0 |

| 29,3 |

| 31,1 |

| 30,6 |

| 28,9 |

| 25,6 |

| 23,1 |

| 21,6 |

| 21,5 |

| 22,5 |

| 23,8 |

| 25,3 |

| 27,0 |

| 29,3 |

| 31,1 |

| 30,6 |

| 28,9 |

| 25,6 |

| 23,1 |

| 21,6 |

## Söhne und Töchter der Stadt
- Mohamed Barkat Abdillahi (* 1947), Politiker
- Ali Abdi Farah (* 1947), Politiker
- Ali Mohamed Daoud (* 1950), Politiker
- Aïcha Mohamed Robleh (* 1965), Dramatikerin und Politikerin
- Abdourahman Waberi (* 1965), Schriftsteller
- Raphaël Feuillâtre (* 1996), französischer klassischer Gitarrist
- Abdi Waiss Mouhyadin (* 1996), Leichtathlet

## Galerie

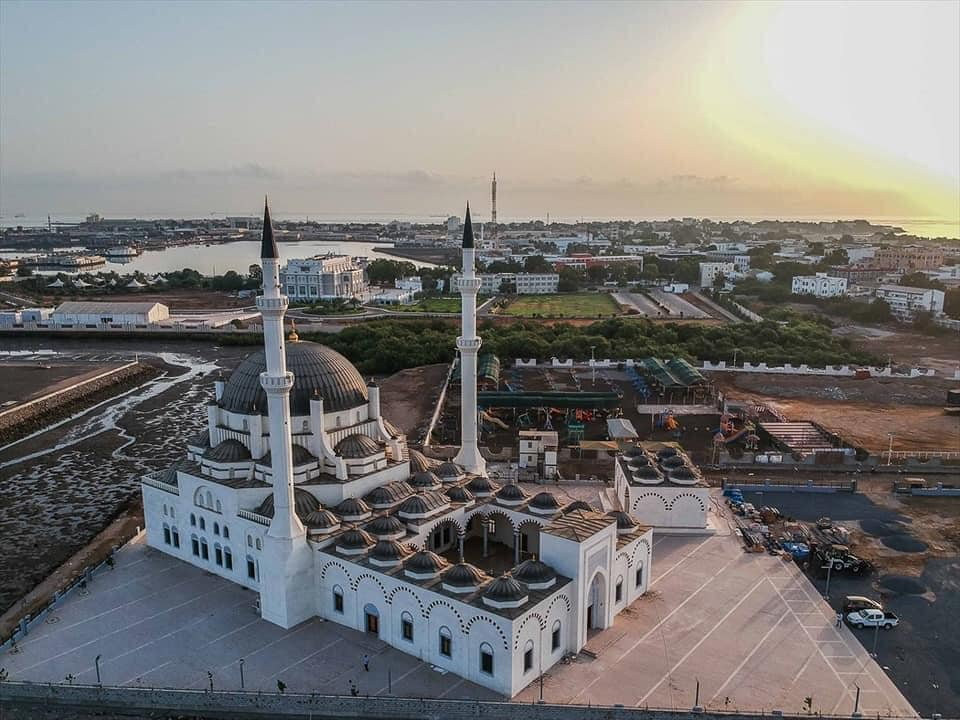
Abdülhamid II.-Moschee
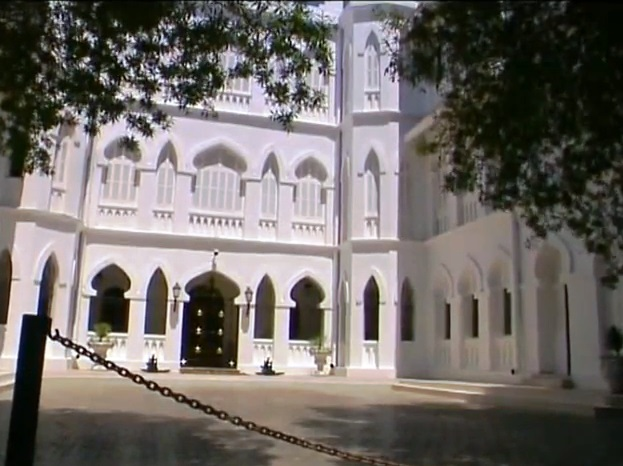
Präsidentenpalast
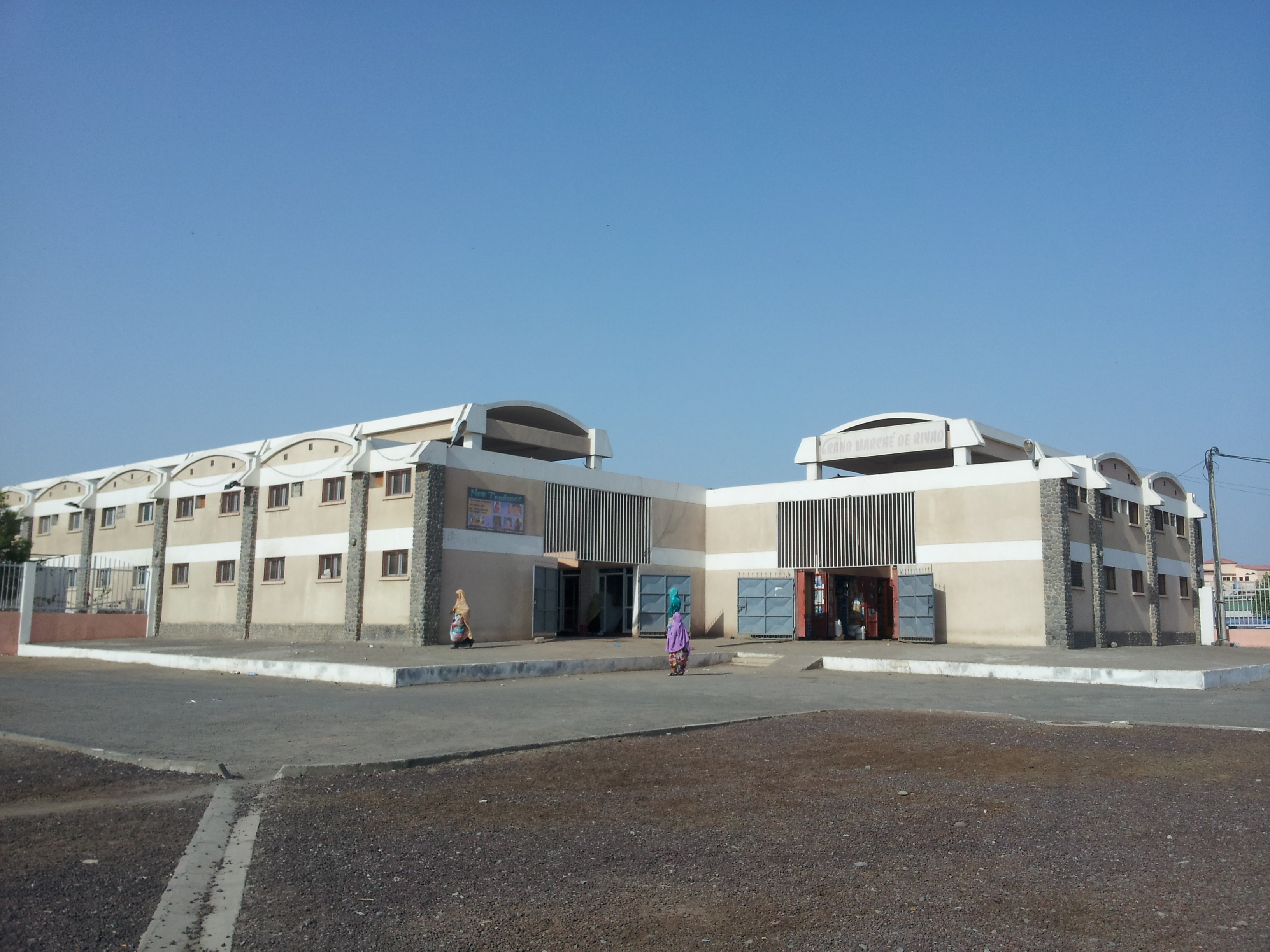
Hauptmarkt
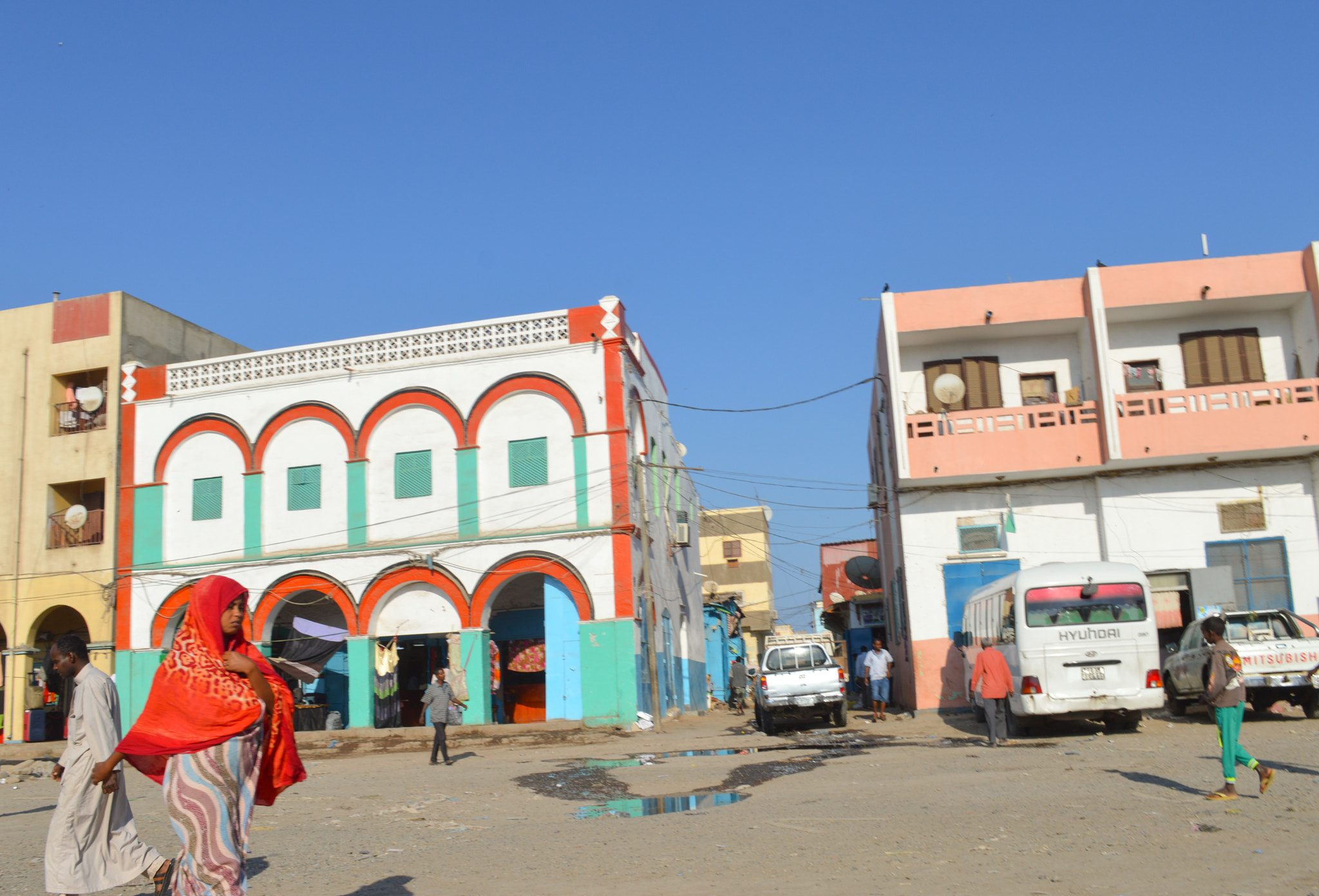
Straßenszene
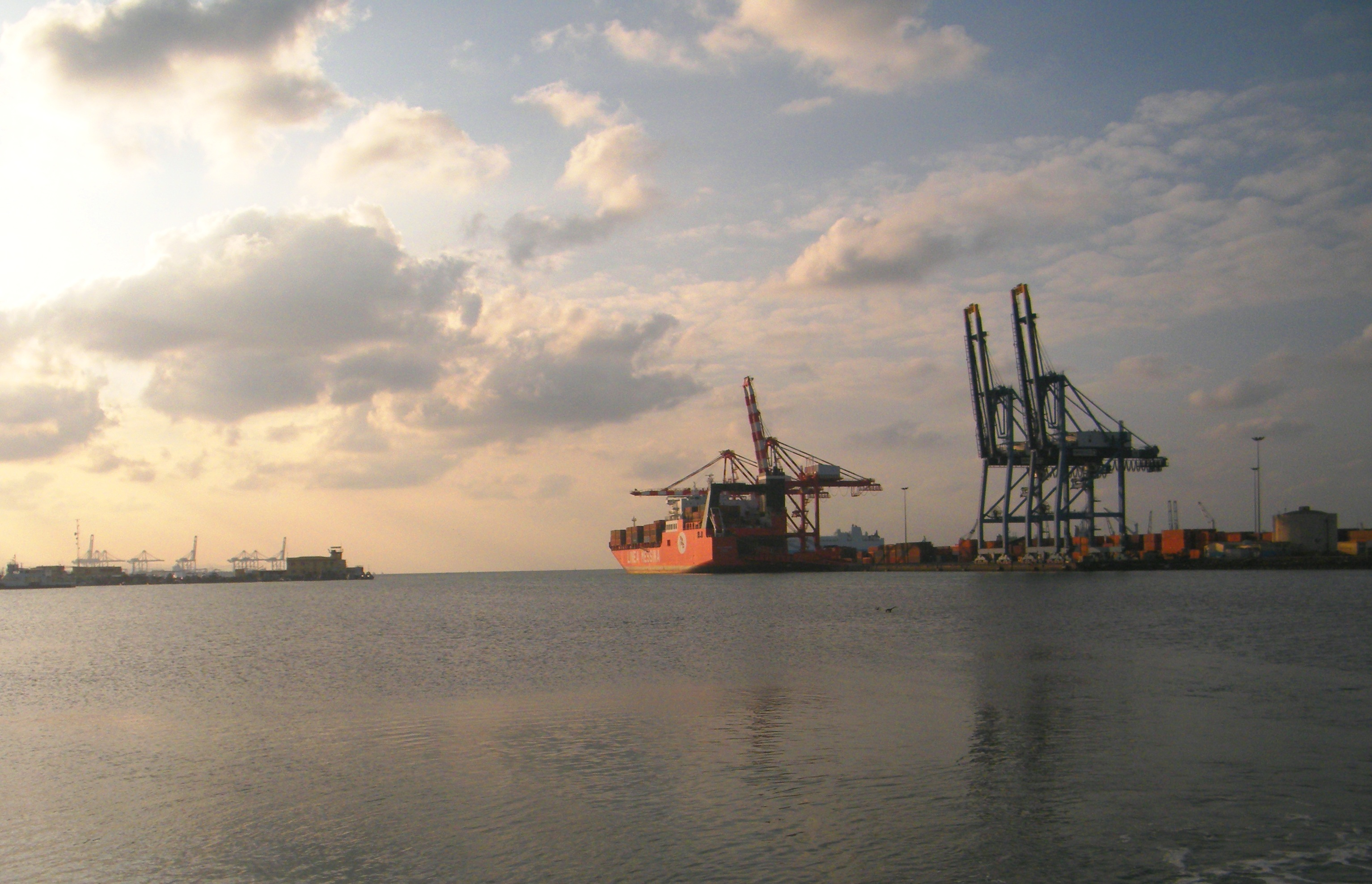
Hafen von Dschibuti
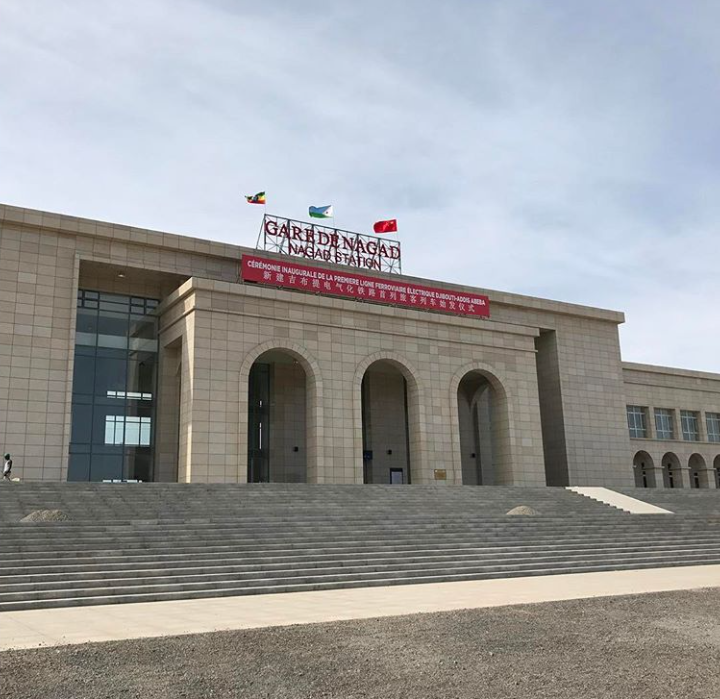
Bahnhof
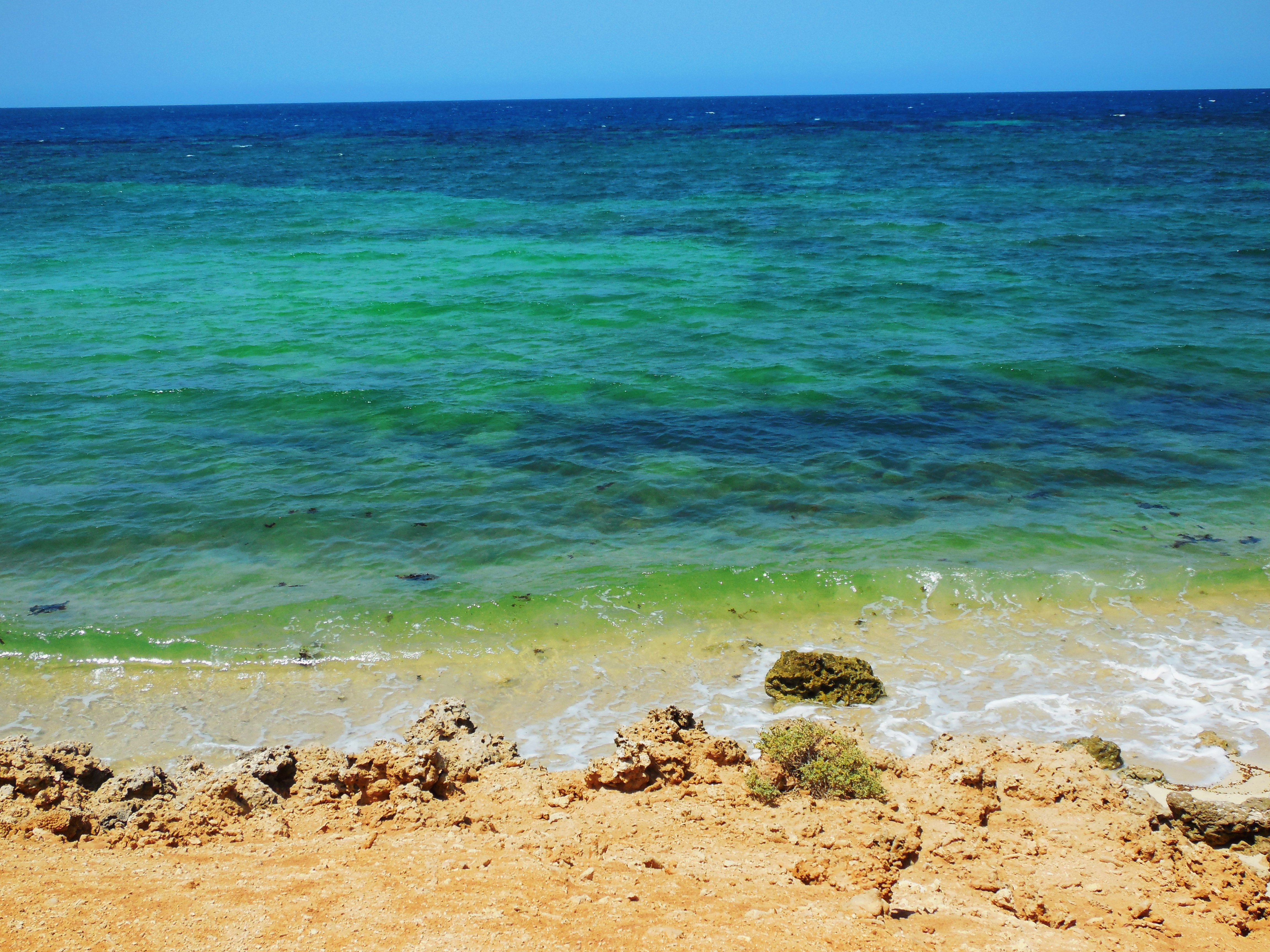
Strand